# Anglo-amerikanisches Untersuchungskomitee

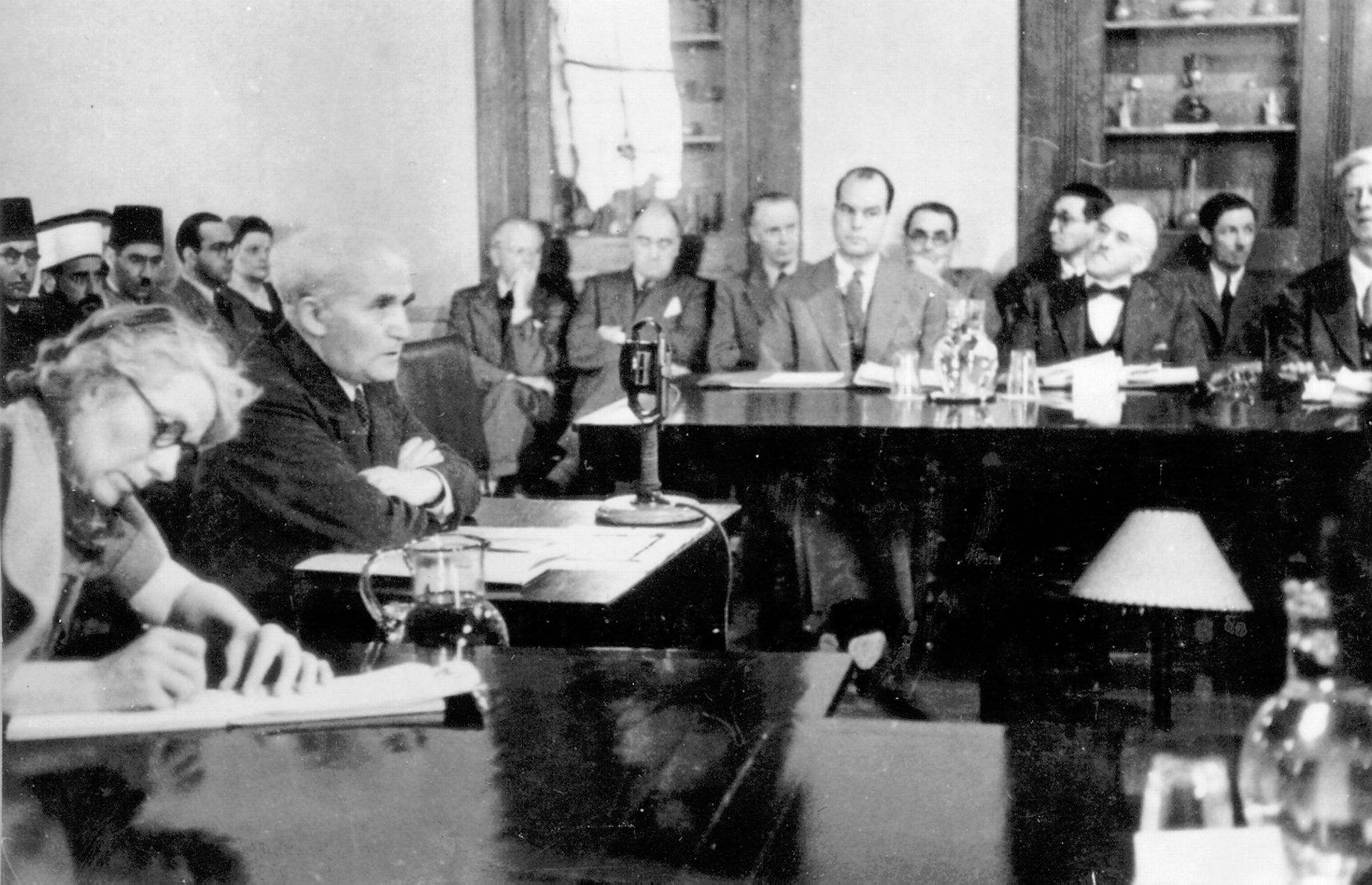
David Ben-Gurion bei einer Anhörung vor dem Komitee

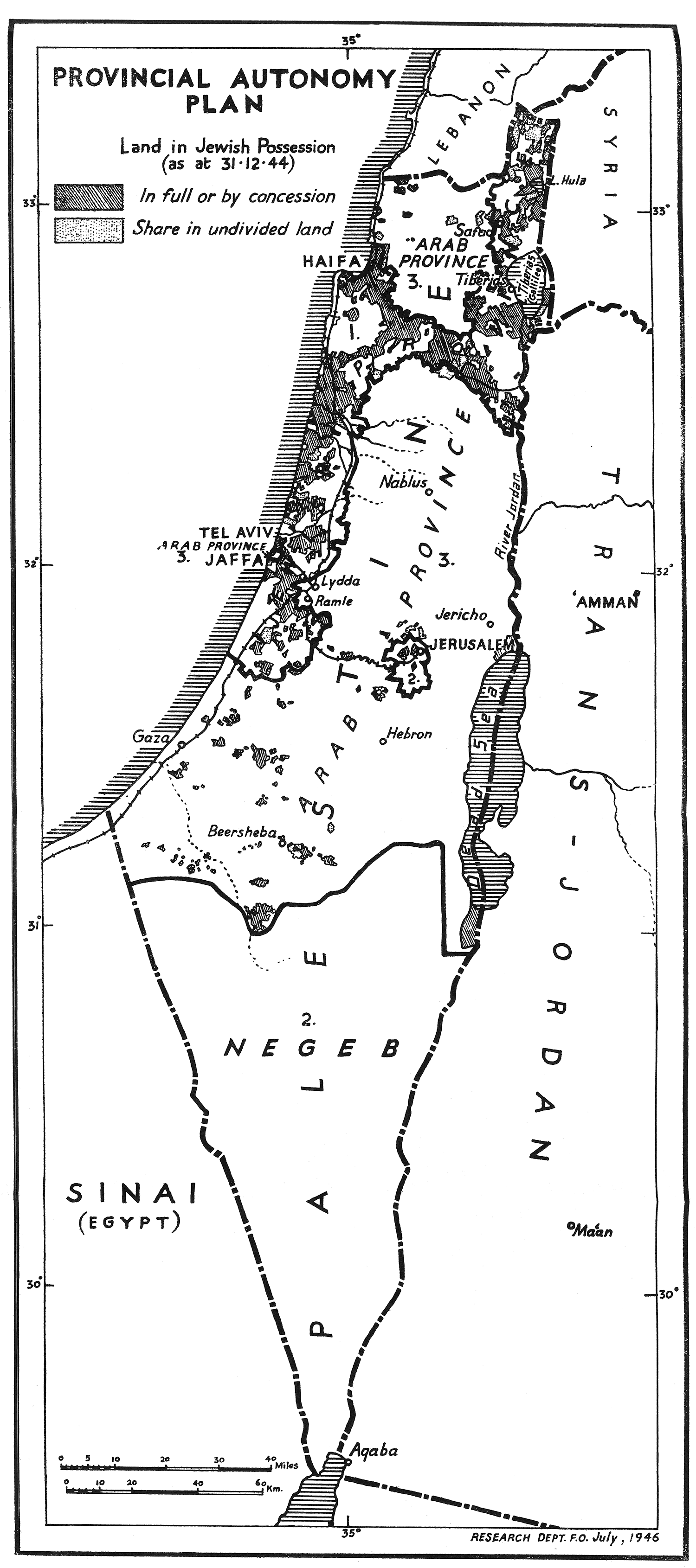
Sogenannter Morrison-Grady-Plan

Das Anglo-Amerikanische Untersuchungskomitee (englisch Anglo-American Committee of Inquiry, AACI) legte einen nicht implementierten Vorschlag der britischen und US-amerikanischen Regierungen vor, um den Konflikt zwischen Juden und Arabern im Mandatsgebiet Palästina diplomatisch zu lösen. Unter den Mitgliedern des Komitees entstanden starke Meinungsverschiedenheiten. Die Einsetzung des Komitees wurde am 13. November 1945 verlautbart. Anhörungen begannen am 7. Januar 1946 in Washington und wurden am 25. Januar 1946 in London fortgeführt. Nach einem Aufenthalt in Palästina und abschließenden Beratungen in Lausanne wurde der Vorschlag am 20. April 1946 unterzeichnet und am 30. April 1946 veröffentlicht. Die Jewish Agency stand dem Untersuchungskomitee distanziert gegenüber, ihre Mitglieder befürchteten, die Briten könnten diese und die Hagana verbieten wollen.

## Hintergrund
Bereits die Regierung Churchill sah die Mandatsverwaltung des umstrittenen Gebiets als undankbare Aufgabe ohne Nutzen für die Interessen des Vereinigten Königreichs. Die Nachfolgeregierung unter Clement Attlee versuchte die jüdische Einwanderung auf 1.500 Personen pro Monat zu beschränken. Die beiden kleineren jüdischen paramilitärischen Gruppen Irgun und Lechi forcierten daraufhin Gewalttaten und Terroranschläge gegen britische Ziele in Palästina. Die Jewish Agency reagierte mit verstärkter illegaler Einwanderung (Alija Bet) und einer öffentlichen Resolution, welche die sofortige Einwanderung für 100.000 jüdische Displaced Persons aus Europa forderte. Der amtierende US-Präsident Harry Truman unterstützte nach der Vorlage des Harrison-Report über die unerträglichen Lebensbedingungen der Juden in den DP-Lagern die Forderung öffentlich und stellte sich somit gegen die Politik seines britischen Bündnispartners. Da die britische Regierung die guten Beziehungen zu den USA vor dem Hintergrund des sich abzeichnenden Kalten Krieges nicht gefährden wollte, suchte sie nach einer Möglichkeit, die USA in eine diplomatische Konfliktlösung einzubinden.

## Wirken und Mitglieder
Das Komitee wurde auf Betreiben des britischen Außenministeriums am 13. November 1945 eingesetzt. Den Vorsitz übernahm der britische Jurist John Singleton. Das Komitee umfasste zwölf Personen, paritätisch Briten und Amerikaner. Darunter Politiker, Diplomaten, Journalisten und Juristen:
UK-Mitglieder:
- Sir John Singleton, Richter (Vorsitzender)
- Wilfrid F. Crick, Berater der Midland Bank
- Richard Crossman, British Labour Party MP (tendenziell pro-zionistisch[2])
- Sir Frederic Leggett, ehemaliger Staatssekretär
- Reginald E. Manningham-Buller, British Conservative Party MP
- Lord Robert Morrison, Peer der British Labour Party

US-Mitglieder:
- Joseph C. Hutcheson, Richter in Texas (Vizevorsitzender, Befürworter einer binationalen Lösung[2])
- Frank Aydelotte, Geschichtsprofessor in Princeton
- Frank G. Buxton, Verleger des Boston Herald (pro-zionistisch[2])
- Bartley C. Crum, Senator der Demokraten (pro-zionistisch[2][4])
- James G. MacDonald, Diplomat beim Völkerbund (pro-zionistisch[2][4])
- William Philips, Botschafter in Indien

Die Arbeit des Komitees bestand aus Besuchen in Lagern für Displaced Persons in Europa (Deutschland, Österreich, Italien, Schweiz, Griechenland, Polen und Tschechoslowakei), Konsultationen mit arabischen Staatschefs und Inspektionen und Anhörungen der beiden Seiten in Palästina. Am 12. Mai 1946 veröffentlichte das Komitee seinen Abschlussbericht. Darin folgte es der Forderung der Jewish Agency, schnellstmöglich 100.000 Einwanderer zuzulassen. Ebenso riet es zu einer Umwandlung des britischen Mandats in ein UN-Protektorat unter internationaler Aufsicht. Als Fernziel zur Lösung des Konflikts wurde eine weitgehende Autonomie der beiden Volksgruppen in einem einheitlichen Staat angedacht. Eine Teilung des Staatsgebiets lehnte das Komitee ab.

## Angehörte Personen in Washington
Antizionistische Juden und weitere Sprecher:
- Frank Notestein, Professor für Demografie in Princeton
- Isaac N. Steinberg, ein „Territorialist“, schlug die Ansiedlung von Juden in Australien vor
- Lessing J. Rosenwald, Mitglied des American Council for Judaism

Pro-zionistische Sprecher:
- Earl G. Harrison
- Joseph Schwartz, Direktor des Joint Distribution Committee in Europe
- Reinhold Niebuhr, Theologe
- Walter C. Lowdermilk, Wirtschaftsexperte
- Robert Nathan
- Oscar Gass

## Angehörte Personen in London
Pro-zionistische Sprecher:
- Leo Amery, ehemaliger Staatssekretär für Indien

Antizionistische Juden und weitere Sprecher:
- Herbert Samuel, 1. Viscount Samuel, ehemaliger[2] Zionist und ehemaliger Hochkommissar für Palästina
- Leonard Stein, Präsident der Anglo-Jewish Association
- Edward Spears, General

## Reaktionen
Die Jewish Agency begrüßte die Zustimmung des Komitees zur Zahl der Einwanderer, lehnte aber die darüber hinausgehenden Forderungen ab. Nach Veröffentlichung des Abschlussberichts intensivierte die Palmach, Elitetruppe der von der Jewish Agency kontrollierten Haganah Angriffe auf britische Ziele. Die Arabische Liga verurteilte das Komitee öffentlich im Juni 1947 und lehnte alle Ratschläge des Komitees ab. Jamal Husseini, ein führender Funktionär des Arabischen Hohen Komitees und Neffe von Mohammed Amin al-Husseini, drohte dem britischen Regierungschef in einem Brief mit Dschihad, sollten die Vorschläge des Komitees umgesetzt werden. Darüber hinaus kam es zu gewalttätigen Protesten in Baghdad, Palästina und Beirut. Der US-Präsident Truman fasste infolgedessen eine Teilung des Mandatsgebiets ins Auge, verwarf diese aber am 7. August 1946.